# Stuart Dutamby
Stuart Dutamby (né le 24 avril 1994 à Saint-Germain-en-Laye) est un athlète français spécialiste du sprint.

## Carrière
Faisant partie depuis 2012 du club Lille métropole athlétisme, il est entraîné par Guy Ontanon depuis 2014, puis par Dimitri Demonière depuis 2016. Ses meilleurs temps sont de 10 s 12 en 2016 sur 100 m et de 20 s 41 en 2018 sur 200 m.
Lors des Championnats d'Europe Espoirs à Talinn, Stuart Dutamby décroche sa première médaille d'Or au sein du relais 4x100m. 
Le 25 juin 2016, Dutamby devient vice-champion de France du 100 m en 10 s 12 derrière Jimmy Vicaut (9 s 88), battant son récent record personnel (10 s 29) et réalisant par la même occasion les minimas des Championnats d'Europe d'Amsterdam et des Jeux Olympiques (10 s 16).
Le 10 juillet 2016, au sein du relais 4 x 100 m, il devient vice-champion d'Europe à l'occasion des Championnats d'Europe d'Amsterdam en 38 s 38, derrière le Royaume-Uni (38 s 17).
Le 17 février 2019, Stuart Dutamby est sacré Champion de France du 200m en salle, avec un temps de 20 s 82, réalisant ainsi la meilleure performance française et européenne de la saison.

## Palmarès
| Date | Compétition                   | Lieu      | Résultat | Épreuve   | Temps   |
| ---- | ----------------------------- | --------- | -------- | --------- | ------- |
| 2015 | Championnats d'Europe espoirs | Tallinn   | 5e       | 200 m     | 20 s 89 |
| 2015 | Championnats d'Europe espoirs | Tallinn   | 1re      | 4 x 100 m | 39 s 36 |
| 2016 | Championnats d'Europe         | Amsterdam | 2e       | 4 x 100 m | 38 s 38 |
| 2017 | Relais mondiaux de l'IAAF     | Nassau    | 5e       | 4 x 100 m | 39 s 83 |
| 2017 | Championnats du monde         | Londres   | 5e       | 4 x 100 m | 38 s 48 |
| 2018 | Championnats d'Europe         | Berlin    | 4e       | 4 x 100 m | 38 s 51 |
| 2019 | Relais mondiaux de l'IAAF     | Yokohama  | 5e       | 4 x 100 m | 38 s 31 |

Palmarès national
- Championnats de France d'athlétisme
  - 2e du 100 mètres en 2016
- Championnats de France d'athlétisme en salle
  - vainqueur du 200 mètres en 2019

## Records
| Épreuve | Performance         | Lieu      | Date         |
| ------- | ------------------- | --------- | ------------ |
| 100 m   | 10 s 12 (+ 1,9 m/s) | Angers    | 25 juin 2016 |
| 200 m   | 20 s 41 (+ 0,0 m/s) | Bruxelles | 9 juin 2018  |
| 4x100 m | 38 s 03             | Londres   | 12 aout 2017 |